# Suzanne Wu
Suzanne Wu Sui-shan (née en 1980) est une femme politique chinoise de Hong Kong. Elle est l'ancienne présidente du Parti travailliste pro-démocratique et coordinatrice de projet de l'Association pour la promotion du féminisme. Après avoir quitté le parti en 2017, elle a cofondé la formation politique Community March.

## Biographie
Wu a étudié à l'université Saint Stephen's College et à l'université polytechnique de Hong Kong où elle obtint un diplôme en langues, culture et communication. Elle part ensuite étudier à l'université de Warwick en Angleterre et obtient une maîtrise en genre et développement international.
Lors de ses études à l'université polytechnique, elle est dirigeante du syndicat étudiant et conduit des membres du syndicat à occuper le bureau du vice-chancelier de l'université afin de réclamer des salaires plus élevés pour le personnel de nettoyage. Leur salaire a finalement été augmenté de 4 500 HK $ à 6 000 HK $.
Elle dirigea également la Confédération des syndicats de Hong Kong (CTU) où elle se concentre sur les intérêts des agents d'entretien et des agents de sécurité et est également coordinatrice de projet de l'Association pour la promotion du féminisme qui plaide pour l'égalité des sexes. Elle est également membre fondatrice du Parti travailliste.
Le 13 décembre 2015, elle remplace Lee Cheuk-yan à la présidence du Parti travailliste après avoir battu deux autres candidats avec un soutien d'environ 60%. Le 23 août 2017, elle démissionne et se retire du Parti travailliste. Par la suite, elle cofonde la formation politique Community March.